# Brachionus pterodinoides
Brachionus pterodinoides är en hjuldjursart som beskrevs av Rousselet 1913. Brachionus pterodinoides ingår i släktet Brachionus och familjen Brachionidae. Inga underarter finns listade i Catalogue of Life.